# Saprosma kraussii
Saprosma kraussii là một loài thực vật có hoa trong họ Thiến thảo. Loài này được Rech. miêu tả khoa học đầu tiên năm 1912.